# Idołta

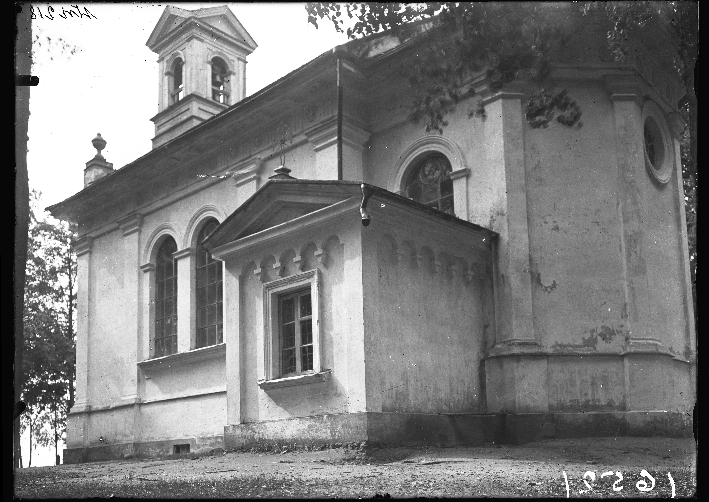
Fragment elewacji kaplicy Miłoszów przed 1939 rokiem

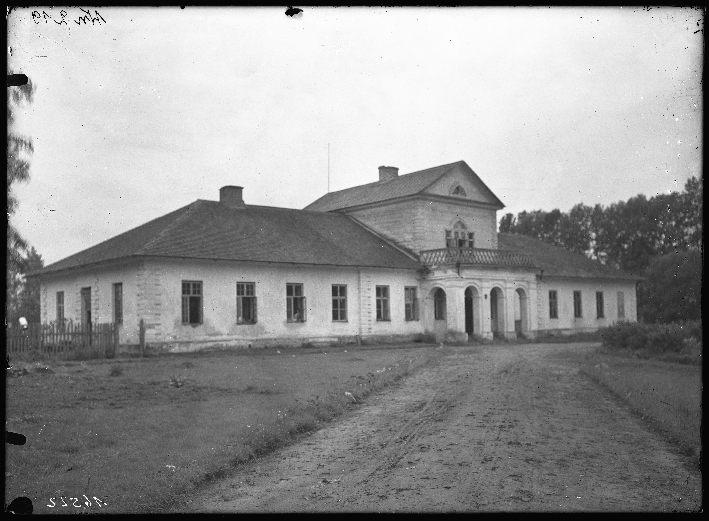
Dwór Miłoszów przed 1939 rokiem od strony podjazdu

Idołta (biał. Ідо́лта; ros. Идолта) – agromiasteczko na Białorusi, w rejonie miorskim obwodu witebskiego, około 12 km na północ od Miorów.

## Historia
Pierwsze wzmianki o Idołcie, historycznie znanej również jako Sapieżyn, pochodzą z XVI wieku. Początkowo należała do rodziny Massalskich: Iwana, jego córki Bohdany i jej synów Jerzego i Jana, którzy w 1598 roku sprzedali ją braciom Janowi i Wawrzyńcowi Rudomina-Dusiatskim. Ci w 1600 roku sprzedali majątek Leonowi Sapieże, właścicielowi klucza drujskiego. Od tej pory Idołta i okoliczne folwarki należały do rodziny Sapiehów linii czerejsko-różańskiej, do 1824 roku, kiedy to ks. Franciszek Sapieha (1772–1829) sprzedał ten klucz Józefowi Miłoszowi herbu Lubicz, miecznikowi kowieńskiemu, żonatemu z Joanną Pawlikowską. Po nich Idołtę odziedziczył ich młodszy syn Eugeniusz (1813–1885), żonaty z Emilią z Targońskich (?–1857). Ich dzieci: Eugeniusz (?–1908), Józef (?–1914) i Jadwiga byli kolejnymi dziedzicami majątku. W 1909 roku córka Józefa Emilia sprzedała Idołtę. W okresie międzywojennym, do 1939 roku właścicielami majątku byli Świderscy: Michał Świderski miał tam 180 ha, Ignacy Świderski – 600 ha.
Po III rozbiorze Polski w 1795 roku Idołta, wcześniej należąca do województwa wileńskiego Rzeczypospolitej, znalazła się na terenie powiatu dziśnieńskiego (ujezdu) guberni wileńskiej Imperium Rosyjskiego. Po ustabilizowaniu się granicy polsko-radzieckiej w 1921 roku Idołta wróciła do Polski, znalazła się w gminie Druja, która należała do powiatu dziśnieńskiego w województwie nowogródzkim. 13 kwietnia 1922 roku gmina wraz z całym powiatem dziśnieńskim została przyłączona do Ziemi Wileńskiej, przekształconej 20 stycznia 1926 roku w województwo wileńskie. 1 stycznia 1926 roku gminę wyłączono z powiatu dziśnieńskiego i przyłączono do powiatu brasławskiego w tymże województwie. Od 1945 roku – w ZSRR, od 1991 roku – na terenie Republiki Białorusi.
Około 1880 roku w folwarku mieszkało 30 osób, 29 katolików i 1 prawosławny. Według Powszechnego Spisu Ludności z 1921 roku zamieszkiwały tu 44 osoby, 38 były wyznania rzymskokatolickiego, a 6 prawosławnego. Jednocześnie 39 mieszkańców zadeklarowało polską przynależność narodową, a 5 białoruską. Były tu 3 budynki mieszkalne. W 1931 roku kolonię zamieszkiwało 29 osób, a plebanię – 6. W 1997 roku w agromiasteczku mieszkało 415 osób, a w 2009 – 340.
W Idołcie działają: klub, biblioteka i poczta. W 1967 roku w pobliżu kaplicy i dworu postawiono obelisk upamiętniający 13 żołnierzy radzieckich, którzy zginęli w czasie wielkiej wojny ojczyźnianej.

## Świątynie
W 1862 roku została wzniesiona przez Eugeniusza Miłosza murowana kaplica katolicka parafii drujskiej. Złożył on w niej zwłoki żony swej Emilii z Targońskich. Później został w niej pochowany i on i jego dzieci. Kaplica ta stoi do dziś, mimo że po II wojnie światowej została zdewastowana, a krypta grobowa – zniszczona. Jest to niewielki prostopadłościenny budynek z pięciokątną apsydą i bocznymi zakrystiami. Frontowa elewacja zwieńczona jest trójkątnym szczytem. Dach dwuspadowy. Ściany dekorowane są pilastrami, gzymsami i tryglifami. Nad frontonem góruje drewniana wieża, na planie kwadratu. Wnętrza są otynkowane na biało. Kaplica jest zabytkiem architektury późnego klasycyzmu. Po jej zwrocie w 1990 roku mieszkańcom, została odrestaurowana i obecnie służy im jako kaplica filialna pw. św. Jana Chrzciciela miejscowej parafii rzymskokatolickiej. Okoliczny cmentarz został zniszczony, pozostał jedynie jeden nagrobek: Konrada Miłosza (1849–1852), zapewne syna Eugeniusza Miłosza (starszego), z żeliwnym krzyżem.
W latach 1937–1939 wybudowano tu kościół parafialny w stylu secesyjnym, należący do parafii Matki Bożej Szkaplerznej w Idołcie (Niepokalanego Poczęcia Najświętszej Panny Marii). Kościół nie został wykończony przed wybuchem II wojny światowej. Ksiądz Bolesław Gramz przybyły do Idołty 2 sierpnia 1941 roku, dokończył budowę kościoła. Konsekrowano go w 1943 roku (inne źródła: 15 lipca 1942). Ksiądz Gramz 8 czerwca 1944 roku został aresztowany przez policję białoruską. Miał zostać zawieziony jako zakładnik do Dryssy. Został zastrzelony po drodze, podczas próby ucieczki. Pochowano go przy kościele parafialnym.
Kościół istnieje do dziś, jest historyczno-kulturalnym zabytkiem architektury stylu modernistycznego Białorusi o numerze w rejestrze 213Г000557.
Stoi również drewniana plebania z początków XX wieku.

## Dwór
Eugeniusz Miłosz rozpoczął w 1860 roku (i bardzo szybko zakończył) w niewielkiej odległości na zachód od brzegu jeziora Idołta budowę letniej rezydencji (stała siedziba, tzw. „Zamek” była w Drui). Jest to parterowy, murowany dwór, wzniesiony na planie prostokąta, na niskiej podmurówce, kryjącej rozległe piwnice, z piętrową częścią środkową, zwieńczoną trójkątnym frontonem z półokrągłym oculusem. Przed częścią środkową stoi trójakadowy portyk, na którego szczycie, na poziomie I piętra jest balkon z tralkową balustradą. Na parterze środkowych pięć osi zaznaczonych jest płytkim ryzalitem ozdobionym boniowaniem, podobnie jak narożniki domu. Budynek jest przykryty gładkim dachem (kiedyś gontowym), nad częścią środkową dwuspadowym, a nad skrzydłami – trójspadowym.
Wnętrza dworu były zdobione gobelinami i obrazami portretowymi członków rodziny Miłoszów. Istniała tu również bogato wyposażona biblioteka.
Po II wojnie światowej w zespole dworskim urządzono kołchoz, we dworze mieściła się jego administracja. W latach 2005–2008 przeprowadzono remont dworu i obecnie mieszczą się tu biblioteka i klub wiejski.
Zachowały się również inne obiekty zespołu: pochodząca z drugiej połowy XIX wieku oficyna przykryta dachem naczółkowym i z werandą, kilka budynków gospodarczych zbudowanych z kamienia polnego z dwuspadowymi dachami, w większości w stanie ruiny.
Na resztki parku dworskiego otaczającego dwór składają się lipy, klony i kasztanowce.
Majątek Idołta został opisany w 11. tomie Dziejów rezydencji na dawnych kresach Rzeczypospolitej Romana Aftanazego.